# 卡羅鸚鯉
星眼絢鸚嘴魚，又名卡羅鸚鯉，俗名鸚哥、蠔魚、菜仔魚（雌），為輻鰭魚綱鱸形目隆頭魚亞目鸚哥魚科的其中一種。

## 分布
本魚分布於印度太平洋區，包括紅海、東非、雷維拉吉哥多島、加拉巴哥群島、日本、台灣、菲律賓、馬里亞納群島、密克羅尼西亞、馬紹爾群島、帛琉、索羅門群島、諾魯、斐濟群島、澳洲等海域。

## 深度
水深5至30公尺。

## 特徵
本魚體延長而略側扁。體高較同屬的魚種高。吻圓鈍；前額不突出。齒板具有2列以上的圓錐狀齒重疊排列而成。上頜前端齒呈寬扁狀；上咽骨每側有咽頭齒三列，下咽骨之生齒面寬度大於長度。開始型的雌魚體色單調，為棕色，散布有白色的斑點。終端型的雄魚為深藍綠色，鱗片後緣鑲有橘紅色，最明顯的是眼睛四周及吻部具有輻射狀的橘紅色斑紋。尾鰭為雙凹型。背鰭硬棘9枚、背鰭軟條10枚、臀鰭硬棘3枚、臀鰭軟條9枚、脊椎骨25。體長可達40公分。

## 生態
本魚棲息環境多變化，如珊瑚礁礁台、礁湖、海草床、沙地等皆可棲居。以海草或海藻為食。有時獨游或群游。

## 經濟利用
食用魚類，夏季時宜用清蒸食用，秋末春初者肉味甜美宜用紅燒，而較不新鮮者可做魚鬆。